# Mária Kapitulíková
Mária Kapitulíková (* 30. října 1940) byla slovenská a československá politička, po sametové revoluci československý poslankyně Sněmovny národů Federálního shromáždění za Kresťanskodemokratické hnutie.

## Biografie
Ve volbách roku 1990 zasedla za KDH do slovenské části Sněmovny národů (volební obvod Středoslovenský kraj). Ve Federálním shromáždění setrvala do voleb roku 1992.